# Campo de batalla: la batalla de Kursk
Campo de batalla: la batalla de Kursk (Battlefield: Kursk en inglés) es un documental producido por Lara Lowe para Cromwell Productions en 2000. Fue escrito por Peter Mooney. Paul Farrer compuso su música original. 
Incluido en la colección Grandes batallas de la historia en DVD, sección II Guerra Mundial, lleva por epígrafe: La mayor lucha entre tanques habida en toda la historia bélica.

## Argumento
Durante los meses de julio y agosto de 1943 tuvo lugar la batalla del saliente de Kursk, en la cual se enfrentaron los ejércitos soviético y alemán. Se trata de la batalla en la que tuvo lugar el mayor enfrentamiento entre tanques de toda la historia bélica; asimismo, intervinieron, entre los dos bandos, más de dos millones de soldados, 6.000 tanques, 30.000 piezas de artillería y 5.000 aviones. Durante su desarrollo se mostraron las capacidades tácticas de los grandes estrategas rusos, como Gueorgui Zhúkov, Konstantin Rokossovsky o Ivan Koniev, y alemanes, como Kurt Zeitzler, Erich von Manstein o Walter Model. Favorable a los soviéticos, su desenlace supuso el fin del avance alemán en territorio ruso.

## Nota
1. ↑  Grandes batallas de la historia. La batalla de Kursk (sic), Eagle Media & DiskoDVD Vision, 2009. Esta edición contiene las dos partes del documental.

- Datos: Q5745823